# Heume-l’Église
Heume-l’Église település Franciaországban, Puy-de-Dôme megyében. Lakosainak száma 113 fő (2022. január 1.). Heume-l’Église Gelles, Briffons, Perpezat és Prondines községekkel határos.

## Népesség
A település népességének változása:
| Lakosok száma | 107  | 107  | 110  | 105  | 106  | 106  | 108  | 111  | 113  |
|               | 2013 | 2015 | 2016 | 2017 | 2018 | 2019 | 2020 | 2021 | 2022 |